# Révolution quantitative en géographie
Dans l'histoire de la géographie, la révolution quantitative (parfois abrégée QR) est parfois considérée comme l'un des quatre tournants majeurs de la géographie moderne, les trois autres étant le déterminisme environnemental, la géographie régionale et la géographie critique. L'argument principal de la révolution quantitative est qu'il conduit au passage d'une géographie descriptive (idiographique) à une géographie nomothétique (qui produit des lois générales). La révolution quantitative a eu lieu durant les années 1950 et 1960, et a marqué un changement rapide de la méthode dans la recherche en géographie, depuis la géographie régionale vers une science de l'espace.
Des révolutions quantitatives avaient eu lieu plus tôt dans l'économie et la psychologie et d'autres à la même époque dans la science politique et les autres sciences sociales et, dans une moindre mesure, dans l'histoire.

## Résumé et contexte
Dans les années 1950, beaucoup de départements de géographie avaient été séparés des départements de géologie à la suite de la Seconde Guerre mondiale. Les géologues de l'époque voyaient la géographie, au mieux comme une "science douce", sinon comme non-scientifique et les géographes devaient alors persuader les critiques qu'ils n'étaient pas des géologues de second rang. Les changements qui s'opérèrent des années 1950 jusqu'aux années 1970 ne furent pas l'introduction pure et brutale des mathématiques dans la géographie, mais l'utilisation des mathématiques à des fins explicites, pour la méthodologie statistique et la modélisation.
Au début des années 1950, il y avait un sentiment grandissant que le paradigme contemporain de la recherche en géographie n'était plus en adéquation avec l'explication spatiale des processus physiques, économiques, sociaux ou politiques et les résultats observés en divers temps et lieux. Une approche plus abstraite et théorique a alors émergé, évoluant vers la méthode d'analyse d'enquête.
Cette méthode a conduit à l'élaboration de généralisations qui sont valables logiquement sur les aspects spatiaux d'un petit ensemble d'événements étroitement définis, contenus dans un large spectre de milieux naturels et culturels. Les généralisations peuvent prendre la forme d'hypothèses testées, de modèles ou de théories, et la recherche est jugée sur sa justesse scientifique et sa validité. L'adoption de l'approche analytique a aidé la géographie à devenir une science davantage nomothétique, et la conception de la discipline en tant que champ d'étude idiographique est devenu moins accepté à partir des années 1980.

## Crise de 1950 en géographie
De la fin des années 1940 au début des années 1950, la discipline affronte une crise pour diverses raisons :
- La fermeture de nombreux départements de géographie dans les universités (par exemple, l'abolition du programme de géographie à l'Université Harvard en 1948)
- L'élargissement du fossé entre géographie humaine et géographie physique, avec des tentatives d'autonomisation de chaque côté.
- La géographie a été vue (à tort ou à raison) comme trop descriptive et non-scientifique - il a été affirmé qu'il n'y avait aucune explication de la raison pour laquelle des processus ou phénomènes se sont produits.
- La géographie a été considérée comme exclusivement une discipline éducative - il n'y avait peu ou pas d'applications de la géographie contemporaine
- L'éternelle question de ce qu'est la géographie ? science, art, science humaine ou science sociale ?
- Après la Seconde Guerre mondiale, la technologie est devenue de plus en plus importante dans la société, et par conséquent, les sciences nomothétiques ont gagné en popularité et en importance.

Le débat a notamment (mais pas uniquement) fait rage aux États-Unis , où la géographie régionale était l'école de référence. On peut prendre l'exemple du débat entre Richard Hartshorne (partisan de la géographie idiographique) et Fred K. Schaefer (partisan de la géographie nomothétique).
Tous ces événements ont présenté une grande menace pour la position de la géographie comme discipline académique, et donc les géographes ont commencé à chercher de nouvelles méthodes pour contrer les critiques. Sous la (quelque peu trompeuse) bannière de la méthode scientifique, la révolution quantitative a commencé.

## «Révolution»
La révolution quantitative a débuté aux États-Unis puis s'est étendue à l'Europe grâce au retour de géographes qui étaient partis aux États-Unis pour se former à ces nouvelles techniques.
Émergeant à la fin des années 1950 et au début des années 1960, la révolution quantitative est une réponse au paradigme de la géographie régionale. Sous la bannière vaguement définie d'apporter la «pensée scientifique» à la géographie, la révolution quantitative a conduit à une utilisation accrue des techniques statistiques informatisées, notamment l'analyse multivariée, dans la recherche géographique. Les méthodes nouvellement adoptées utilisent un éventail de techniques mathématiques qui ont amélioré la précision et la pertinence des analyses.
Quelques-unes de ces techniques incarnent particulièrement cette période :
- Statistiques descriptives
- Statistiques inférentielles
- Formalismes mathématiques de modèles physiques comme le modèle gravitaire ou la loi de Coulomb
- Modèles stochastiques utilisant les concepts de probabilité, comme les processus de diffusion spatiale
- Modèles déterministes comme les modèles de localisation de Von Thünen ou Weber

Le facteur commun liant toutes ces nouvelles techniques est désormais la préférence des nombres sur les mots, ce qui participe de la croyance en la supériorité scientifique des premiers.

## Centres de la révolution quantitative
Il a cependant fallu près d'une décennie pour réaliser cette révolution. Dans un premier temps, le changement a été très localisé, limité initialement aux États-Unis à deux centres : l'Université de Washington, à Seattle, et l'Université de l'Iowa, à Iowa City.

### Seattle

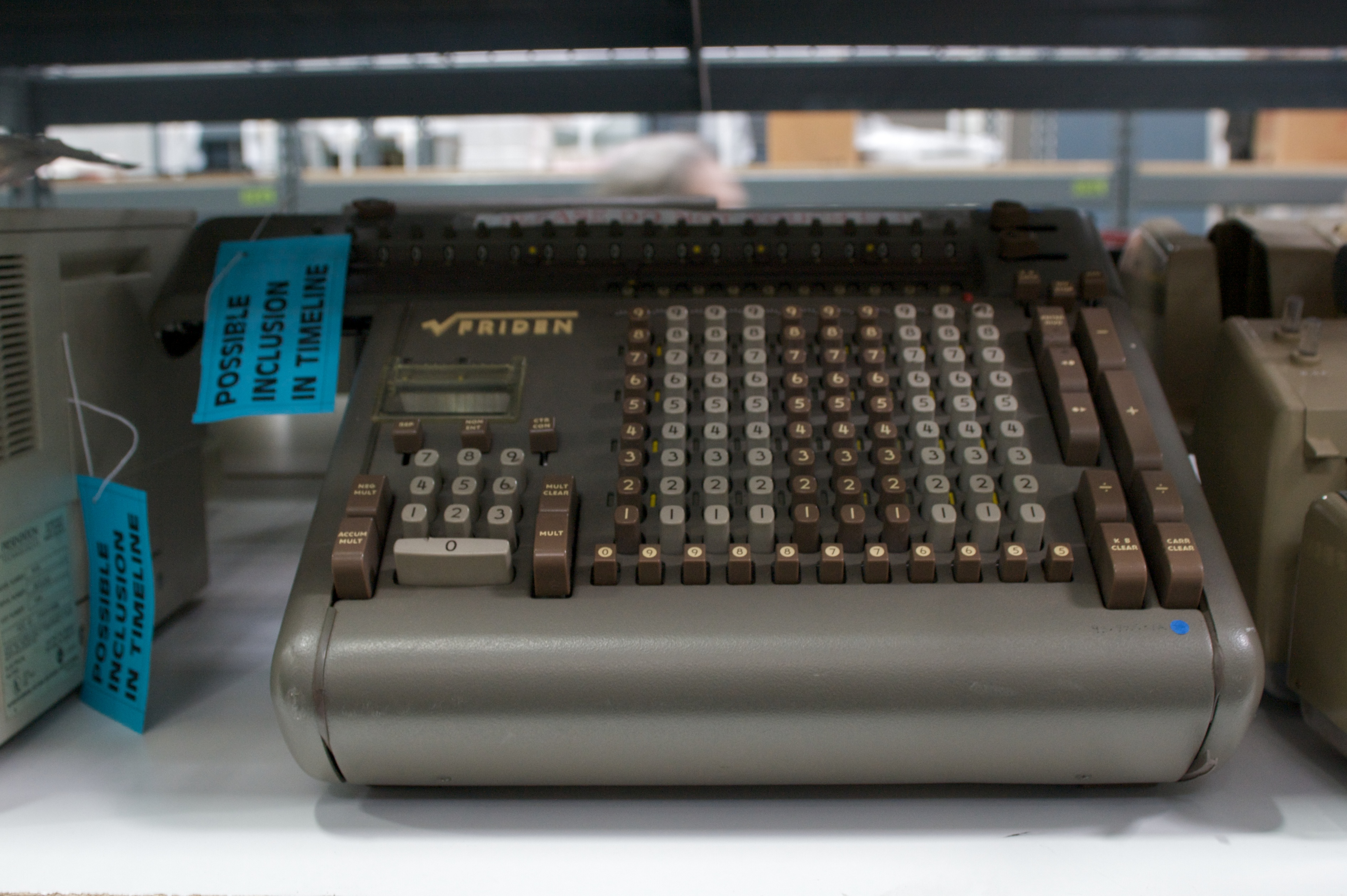
Calculatrice Friden

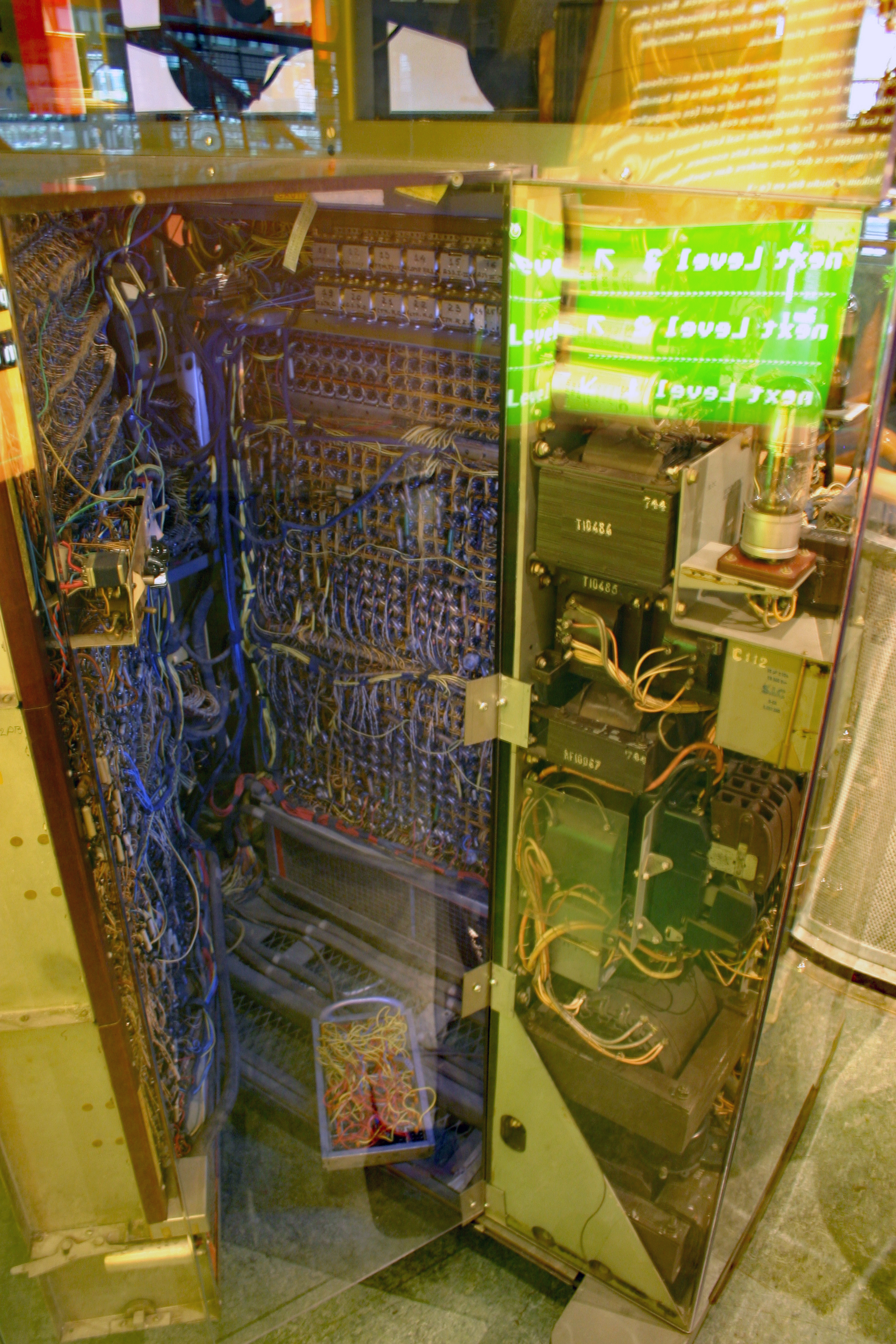
IBM 604

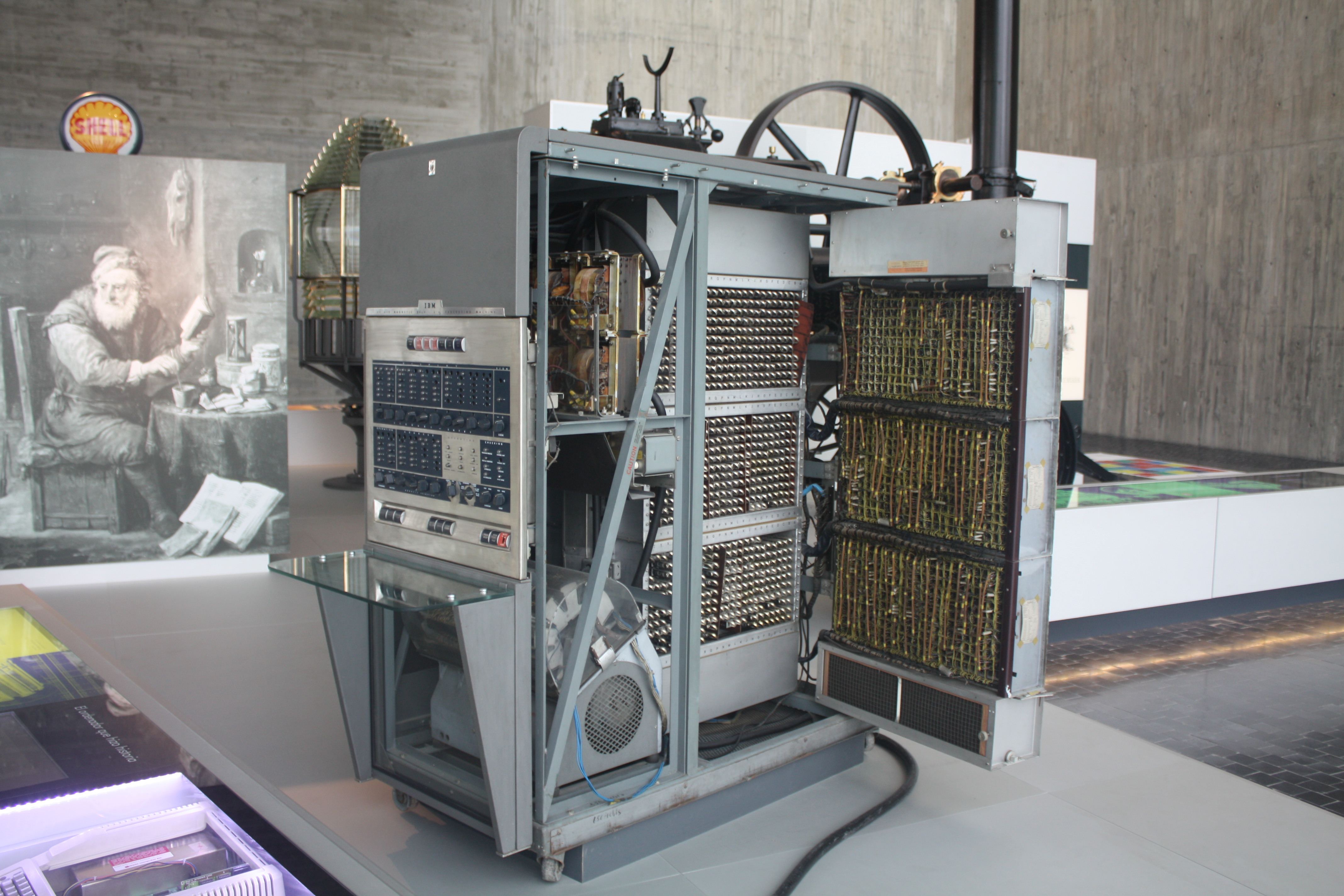
IBM 650

À l'Université de Washington deux membres du corps professoral ont initié cette révolution : Edward Ullman, anciennement dans l'OSS ; et William Garrison, qui, pendant la guerre, a servi sur les bombardiers de l'Air Force dans le Pacifique et après sa démobilisation, a réalisé un doctorat en géographie à l'Université Northwestern. 
Au sein de l'Air Force, Garrison a été formé aux statistiques et aux méthodes mathématiques, cependant, ces connaissances ne lui sont d'aucune utilité pour son doctorat, l'Université Northwestern étant alors partisane de l'école hartshornienne. Il a été embauché à l'Université de Washington en 1950. L’Modèle:Lanng est 1955 : à l'automne de cette année, un groupe remarquable d'étudiants diplômés est arrivé par hasard sous la supervision d'Ullman et Garrison. Plus tard nommés les « cadets de l'espace » (space cadets), ils étaient les révolutionnaires de la révolution quantitative en géographie (on citera par exemple Brian Berry, Ronald Boyce, Duane Marble, Richard Morrill, John Nystuen, William Bunge, Michael Dacey, Arthur Getis, et Waldo Tobler). Leur premier semestre a vu la formation la plus avancée en statistiques jamais donnée dans un département de géographie aux États-Unis avec le cours « Geography 426 » de méthodes quantitatives en géographie dispensé par Garrison. Richard Morill, l'un de ces cadets, a dit de ce cours "qu'il était non seulement une introduction aux statistiques, mais en fait toute la gamme des statistiques jusqu'à tout ce qui était connu à l'époque. Ainsi, c'était un baptême féroce ''. Mais il n'y a pas que les nombres auquel ils ont été exposés, il y avait aussi aux machines. Ils ont utilisé les grandes calculatrices Friden, mais surtout, ce qui était extraordinaire à l'époque, un ordinateur. En effet, le chef du département de géographie, Donald Hudson, avait vanté la possession d'un ordinateur numérique IBM 604. La technique de programmation était brute et inefficace, mais cet ordinateur a permis de définir et de consolider la vision scientifique de la discipline. Par la suite, les étudiants ont travaillé sur des IBM 650.
Pour ce qui est des théories, Edward Ullman donnait un séminaire sur les théories de la localisation urbaine, initiant les étudiants aux travaux sur les places centrales de Walter Christaller et d'Auguste Lösch. William Garrison, donnait lui un séminaire sur les théories économiques appliquées à l'espace, utilisant notamment l'ouvrage tout juste publié de Walter Isard (de la science régionale, sortant du MIT), Location and Space Economy. La science régionale était une discipline apparentée à la révolution quantitative, et dès le début, au moins, il y eut une relation symbiotique.

### Iowa City
À l'Université de l'Iowa, on a là aussi deux protagonistes principaux : Harold McCarthy et Fred K. Schaefer. Harold H. McCarthy s'intéresse particulièrement à la géographie économique et industrielle. En 1953, il est notamment le premier géographe humain connu à utiliser des méthodes de corrélation et régression. Quant à Fred K. Schaefer, il est celui qui a fourni une justification épistémologique pour la révolution quantitative en promouvant le positivisme. Réfugié de l'Allemagne nazie, Schaefer publie en 1953 une critique philosophique virulente contre la géographie régionale d'Hartshorne qu'il qualifie « d'exceptionnalisme ». L'alternative de Schaefer était positiviste - une philosophie fondée sur les règles de la pratique scientifique naturelle mettant l'accent sur l'explication, la déduction logique, des tests empiriques rigoureux, et les vertus d'un vocabulaire mathématique formel, gage d'universalité. Le positivisme de Schaefer a donné non seulement aux géographes de l'Université de l'Iowa, mais aussi dans d'autres centres la révolution quantitative, une justification intellectuelle fondée sur un ensemble d'écrits philosophiques analytiques apparemment inattaquables.
En dehors du cadre nord-américain, deux lieux doivent également être mentionnés : l'Université de Cambridge et l'Université de Lund.

### Cambridge
À l'automne 1958, Richard Chorley et Peter Haggett (avec David Harvey comme assistant) commencent l'enseignement aux premières années - pour la première fois dans l'histoire du département - des méthodes statistiques, calcul matriciel, théorie des ensembles, analyse de tendance et théorie des graphes. Ils seront plus tard appelés les frères terribles de la géographie britannique pour leurs travaux pionniers ayant bouleversé fondamentalement à la fois la géographie économique (spécialité de Haggett) et la géomorphologie (spécialité de Chorley). En outre, le fait que Chorley et Haggett venaient des différentes branches de la discipline, mais pouvaient parler la même langue a démontré le rôle central du raisonnement scientifique pour potentiellement unir la géographie physique et humaine - un rêve de longue date, mais jusque-là jamais réalisé.

### Lund
Le deuxième centre européen est Lund, en Suède, et est associé à l'iconoclaste, Torsten Hägerstrand. Pratiquement tout seul, Hägerstrand a développé et déployé au cours des années 1950 un ensemble de techniques statistiques et théoriques pour comprendre la diffusion de l'innovation dans l'économie spatiale suédoise. Ces méthodes étaient sophistiquées et originales, en résultant les visites régulières d'Hägerstrand à l'Université de Washington à la fin des années 1950, influençant plusieurs des cadets.

## Après la révolution
L'intérêt croissant dans l'étude de la distance comme un facteur critique dans la compréhension de l'arrangement spatial des phénomènes durant la révolution a conduit à la formulation de la Première loi de la géographie par Waldo Tobler. Le développement de l'analyse spatiale en géographie a lui conduit à beaucoup d'applications dans les processus de planification et au développement de la géographie théorique.
Aussi, l'importance de l'utilisation des ordinateurs en géographie a conduit à de nombreux développements en géomatique, comme la création et l'utilisation des SIG et de la télédétection. Ces développements ont permis aux géographes pour la première fois d'évaluer des modèles complexes dans le temps et l'espace. La révolution quantitative a eu le plus d'impact sur les champs de la géographie physique, de la géographie économique et de la géographie urbaine.
La réponse contre-positiviste de la géographie humaine émerge à la fin des années 1960 sur l'idée de rejet de l'abstraction, de la technologie et du formalisme. David Harvey est la principale figure de ce mouvement qui se qualifiera de géographie critique. La revue Antipode est fondée en 1969 par Richard Peet. Les années 1970 ont été une décennie dans laquelle divers éléments de la révolution quantitative ont été tour à tour examinées et jugées insuffisantes par les critiques. Harvey a commencé par décrier l'inutilité de la théorie et des techniques statistiques, les décrivant au mieux comme non pertinentes et les plus politiquement régressives.
Gunnar Olsson, mécontent avec les modèles d'interaction spatiale, a fait valoir que leur raisonnement très formel défaisait toute prétention à la véracité empirique, et quand ils ont été appliqués ils ont fait de mauvais mondes et pas pires, aggravant le sort de l'homme et non l'améliorant.
Dans la même veine, Robert Sack a fait valoir que l'idée même d'une science séparée de l'espace était logiquement incompatible avec les principes scientifiques invoqués. Enfin, un mépris tout particulier a été dirigé vers le positivisme, devenant ainsi le partenaire d'entraînement malheureux pour une série d'approches post-positivistes (postmodernes) comprenant la géographie marxiste, la géographie humaniste, le réalisme critique et la théorie critique.